# Черкаський Матвій Леонтійович
Черка́ський Матві́й Лео́нтійович (нар. 19 грудня 1923, Одеса — 2 липня 2021, Нью-Йорк, США) — український та радянський футболіст, нападник, тренер.

## Життєпис
Учасник Німецько-радянської війни. Після осколкового поранення йому хотіли ампутувати ногу, але він умовив фронтових хірургів цього не робити. Після війни переніс десять операцій, після яких одна нога стала трохи коротшою. У першому своєму сезоні забив 14 голів.
Провівши за одеські клуби більше 150 офіційних матчів (близько 30 забитих м'ячів), у кінці 1950-х років Черкаський переходить на тренерську роботу, де досяг успіху не менше, ніж на зелених полях. Матвій Леонтійович входив до тренерського штабу «Авангарду» (Жовті Води), «Локомотива» (Вінниця), «Дніпра» (Дніпропетровськ), очолював одеський СКА і херсонський «Локомотив».
Чотирнадцять років Черкаський працював помічником старшого тренера «Чорноморця». Довгий час був завучем СДЮСШОР «Чорноморець». Сотні вихованців Матвія Леонтійовича грали та продовжують грати у професійних футбольних клубах. З 1992 року жив у Нью-Йорку, де тренував юних спортсменів у футбольній школі «Чорноморець».
У вересні 2014 року в честь Матвія Черкаського відкрили зірку під його іменем на Алеї слави «Чорноморця», яка знаходиться в Парку Шевченка.
Помер 2 липня 2021 року в м. Нью-Йорк (США) в результаті ускладнень від захворювання на COVID-19.